# John Rutherford (político)
John Henry Rutherford (Omaha, Nebraska, 2 de septiembre de 1952) es un político estadounidense, elegido como representante de Florida para la Cámara de Representantes de los Estados Unidos en las elecciones de 2016 y fue reelegido en 2020. Pertenece al partido republicano.
Rutherford se encuentra entre los legisladores republicanos que apoyaron el asalto al Capitolio de los Estados Unidos de 2021 y los intentos judiciales de anular los resultados electorales de las elecciones presidenciales de Estados Unidos de 2020.

## Biografía
Rutherford comenzó su carrera como oficial de policía, uniéndose a la oficina del sheriff de Jacksonville en 1974. Fue elegido sheriff en 2003 con el 78% de los votos. Fue reelegido en 2007 y 2011.

### Campaña 2016
Rutherford anunció su candidatura a la Cámara de Representantes de los Estados Unidos por el cuarto distrito de Florida el 15 de abril de 2016. Originalmente había anunciado que se postularía para el más disputado 6.º distrito congresional de Florida El 30 de agosto de 2016, ganó las primarias republicanas con el 38.7% de los votos, superando a Lake Ray, Hans Tanzler III y Bill McClure. Se enfrentó a David Bruderly en las elecciones generales y ganó con el 70% de los votos.